# Sambi Kerep
Sambi Kerep is een bestuurslaag in het regentschap Nganjuk van de provincie Oost-Java, Indonesië. Sambi Kerep telt 3347 inwoners (volkstelling 2010).